# Zach Werenski
Zach Werenski (Grosse Pointe, Míchigan, 19 de julio de 1997), apodado Z o Big Z, es un jugador profesional estadounidense de hockey sobre hielo que se desempeña en la posición de defensor izquierdo en Columbus Blue Jackets, equipo de la National Hockey League (NHL).

## Carrera
Fue seleccionado en la primera ronda en la NHL Entry Draft de 2015. En 2016 hizo su debut profesional con el equipo Columbus Blue Jackets, donde lleva jugando ocho temporadas.